# بيت أغيون

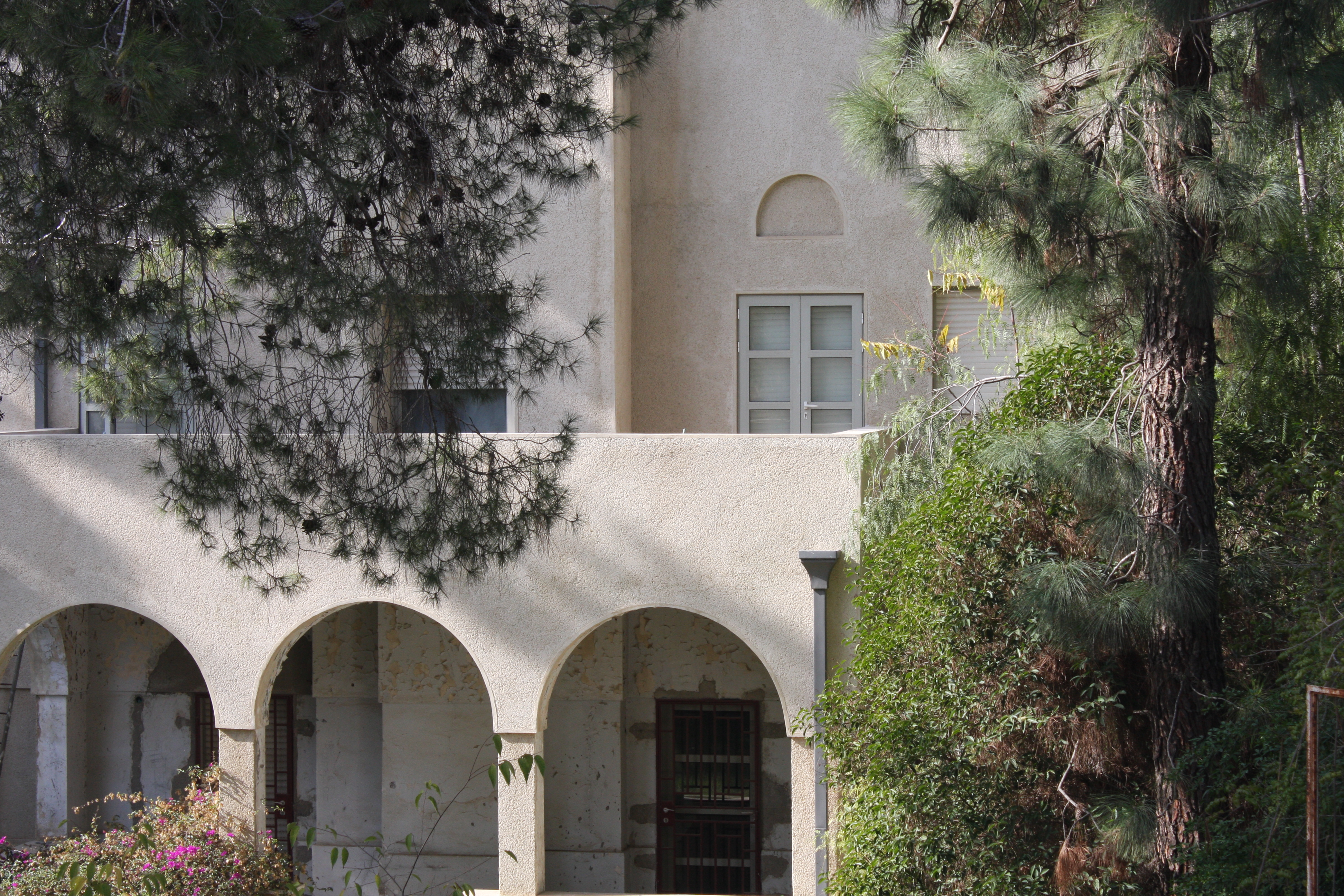
بيت يوليوس جاكوبس، مقر إقامة رئيس الوزراء حتى عام 1974

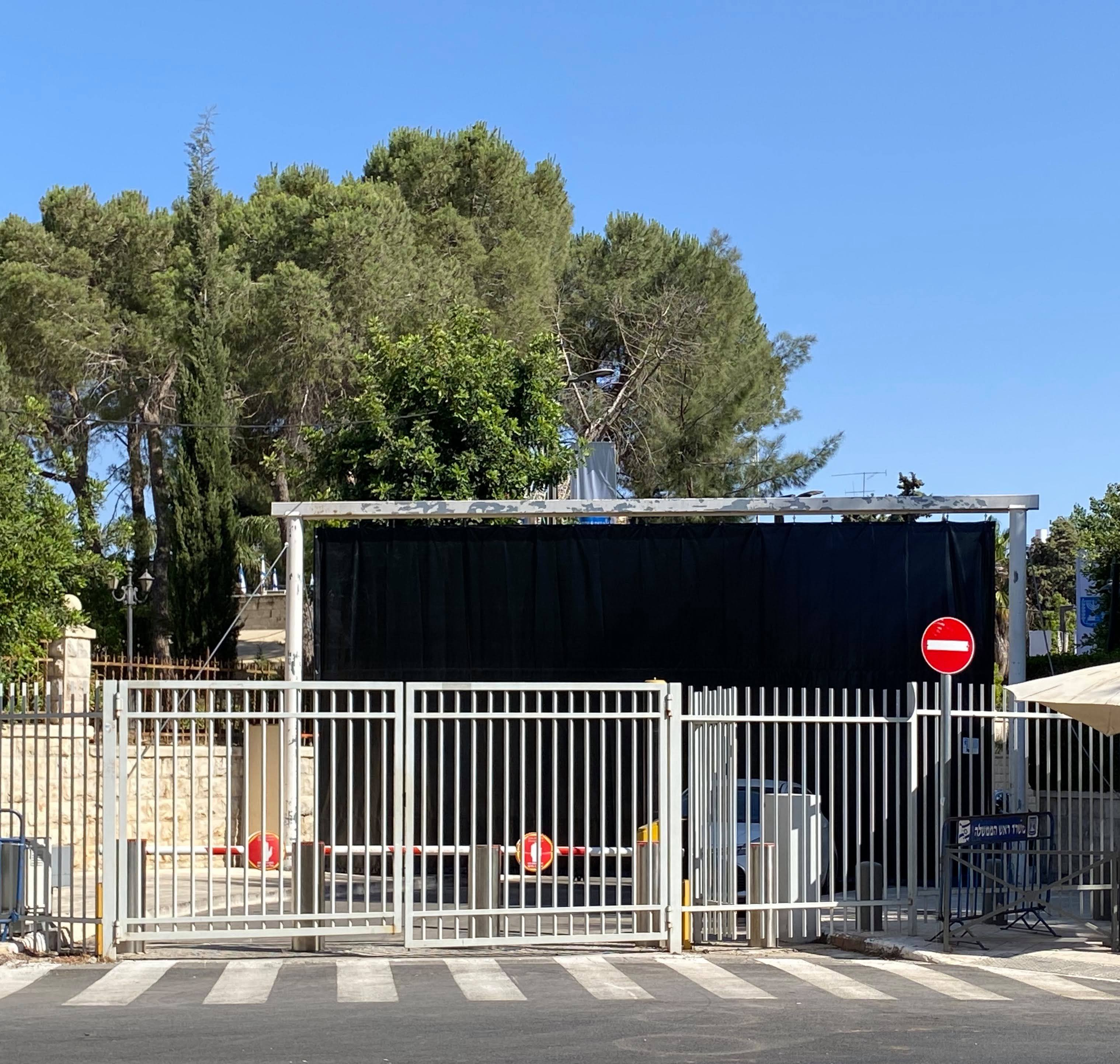
الستارة السوداء في شارع بلفور في القدس والتي تخفي مدخل منزل رئيس الوزراء

بيت أغيون (بالعبرية: בית אגיון‏) والمعروف بالإنجليزية باسم Aghion House وباللغة العبرية أيضًا باسم بيت روش هاميمشالا (أي: منزل رئيس الحكومة) هو المقر الرسمي لرئيس وزراء إسرائيل.
ويقع في 9 شارع سمولينسكن، على زاوية شارع بلفور في حي رحافيا الراقي في القدس، بين وسط المدينة وحي الطالبية.

## التاريخ

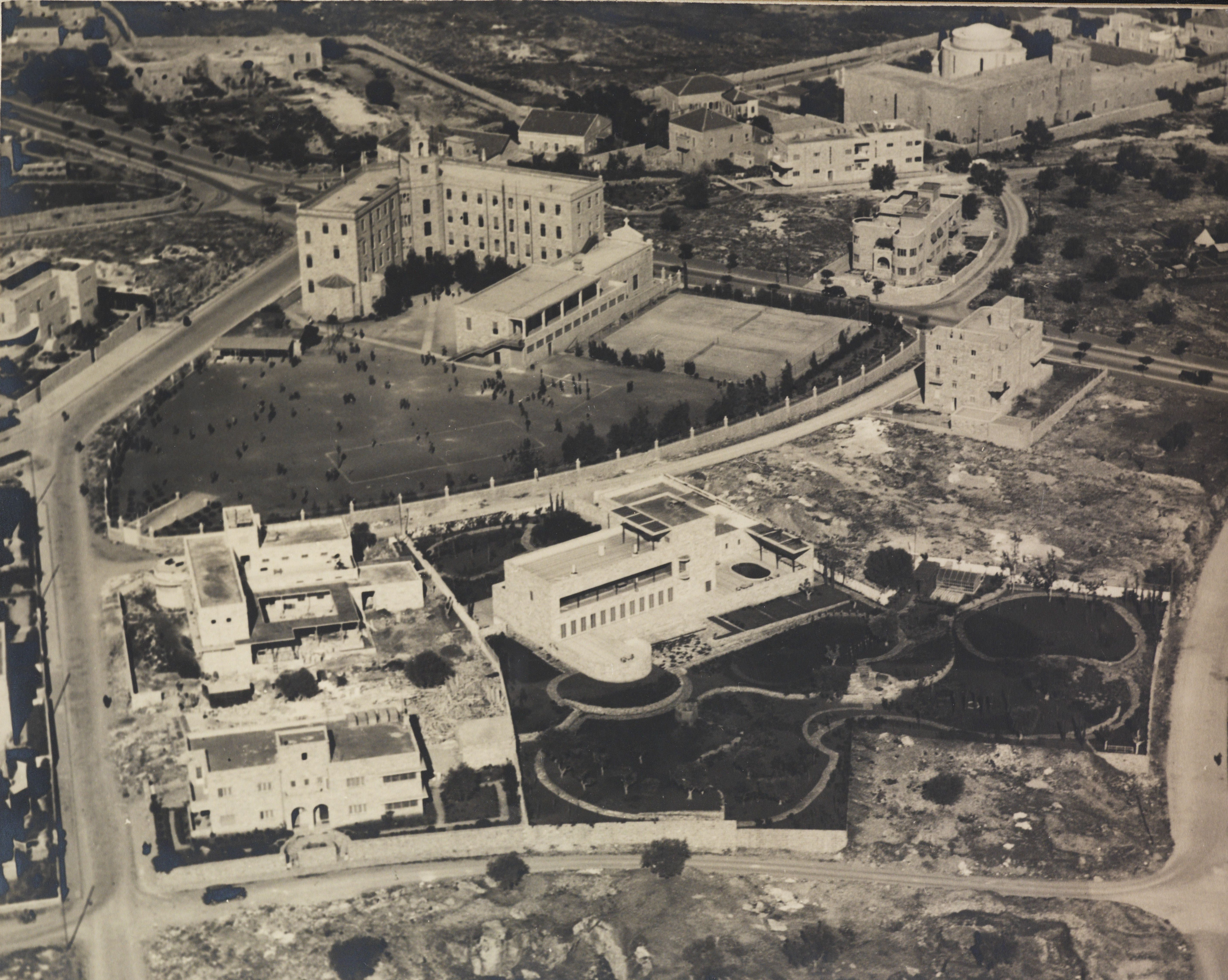
1938

بني المنزل كمنزل خاص للتاجر اليهودي اليوناني إدوارد أغيون الذي كان من الأثرياء المقيمين في الإسكندرية، مصر. وصممه المهندس المعماري اليهودي الألماني ريتشارد كوفمان وتم بناؤه بين عامي 1936-1938.
في عام 1941، أقام في المنزل بيتر الثاني، ملك يوغوسلافيا. خلال الحرب العربية الإسرائيلية عام 1948 استخدم المبنى كمستشفى لمقاتلي الإرجون وهي منظمة عسكرية يهودية مسلحة في الحرب مع العرب.
في عام 1952، اشترت الحكومة الإسرائيلية المنزل بغرض تحويله إلى سكن رسمي لوزير الخارجية. وفي عام 1974، قررت الحكومة الإسرائيلية نقل المقر الرسمي لرئيس الوزراء من منزل يوليوس جاكوبس، الذي كان بمثابة المقر الرسمي لرئيس الوزراء الإسرائيلي بين عامي 1950-1974، إلى بيت أغيون. وخلال التسعينيات، أقيم جدار حول المنزل لأسباب أمنية وأغلق جزء من شارع بلفور أمام حركة المرور.

## المعمار
يتكون المبنى من عدة كتل مربعة متصلة ببعضها البعض وفي وسط المبنى يوجد درج مزين بصف من النوافذ في الواجهة. وتشتمل واجهة المبنى أيضًا على قسم مصبوب بأسلوب دائري، متخذاً شكل القارب فيما يشبه الطراز الدولي. والمنزل مغطى بأحجار القدس. وتشتمل المبنى على فناء داخلي - وهو عنصر يختلف عن الطراز الدولي الشائع، ولكنه شائع بين المباني ذات الطراز الإسلامي. وتمت إضافة الفناء على الأرجح بناءً على طلب من عائلة أغيون.

## مقترحات لنقل المقر
وفي 8 فبراير 2009، صادقت الحكومة الإسرائيلية على "مشروع ألموغ"، الذي ينص على توحيد المقر الرسمي لرئيس الوزراء مع مكتبه داخل المجمع الحكومي، وخارج بيت أغيون. بلغت تكلفة هذا المشروع المخطط له حوالي 650 مليون شيكل، وبالتالي تم انتقاده باعتباره باهظًا للغاية. وفي 5 أبريل ألغي هذا القرار.
في عام 2014، وافق الوزراء على خطط نقل المقر الرسمي ليكون قريبًا من مكتب رئيس الوزراء.